# Rudolf Hiller von Gaertringen (Kunsthistoriker)

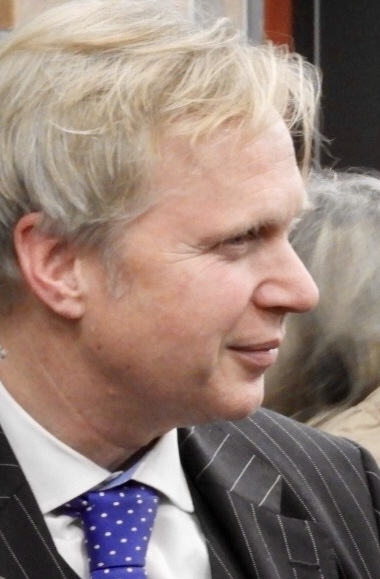
Rudolf Hiller von Gaertringen (2019)

Rudolf Freiherr Hiller von Gaertringen (* 1961 in Stuttgart) ist ein deutscher Kunsthistoriker. Er ist seit 2002 Kustos der Kunstsammlung der Universität Leipzig.

## Leben
Hiller von Gaertringen entstammt dem württembergischen Adelsgeschlecht Hiller von Gaertringen. Nach einem dreijährigen Restaurierungspraktikum (1981–1984) im Atelier von Hans-Dieter Ingenhoff in Tübingen studierte er von 1985 bis 1990 Kunstgeschichte an den Universitäten Tübingen, London und München. 1987 nahm er am ICCROM-Kurs Scientific Principles of Conservation in Rom teil. Seinen Master of Arts erreichte er 1989 am Courtauld Institute der Universität London. Von 1990 bis 1991 schloss er Graduate Studies am Institute of Fine Arts der New York University an. Zu seinen Lehrern zählen Klaus Schwager, Jürgen Paul, Georg Satzinger, Patricia Rubin, Kathleen Weil-Garris Brandt, John Pope-Hennessy, Hans Belting und Paul Zanker. 1996 wurde er in Tübingen mit der Dissertation Raffaels Lernerfahrung in der Werkstatt Peruginos. Kartonverwendung und Motivübernahme im Wandel promoviert.
Von 1996 bis 2002 war er assoziierter Mitarbeiter am Kunsthistorischen Institut in Florenz und erstellte im Rahmen eines Werkvertrages den wissenschaftlichen Bestandskatalog Italienische Gemälde im Städel 1300-1550, Toskana/Umbrien für das Städelsche Kunstinstitut in Frankfurt am Main. 2002 verlieh ihm das Städel für seine Forschungen zu Perugino und Raffael den Johann-David-Passavant-Preis. Ein besonderes Interessengebiet bildet die Auswertung naturwissenschaftlicher gemäldetechnologischer Befunde im Lichte kunsthistorischer Fragestellungen. Im April 2002 wurde Hiller von Gaertringen Kustos der Kunstsammlung und Leiter der Kustodie der Universität Leipzig. Neben einer umfänglichen Ausstellungstätigkeit bildeten hier die Restaurierung und Wiederaufstellung der Kunstwerke aus der 1968 gesprengten Universitätskirche St. Pauli einen besonderen Arbeitsschwerpunkt. Das Projekt wurde 2020 unter seiner Leitung mit dem Europäischen Kulturerbepreis/Europa Nostra 2020 in der Kategorie Restaurierung ausgezeichnet. 2007 habilitierte er sich an der Universität Leipzig und erwarb die venia legendi im Fach Kunstgeschichte. 2012 wurde er hier zum außerplanmäßigen Professor ernannt. 2018 wurde ihm mit der Universitätsmedaille die höchste Auszeichnung der Universität Leipzig verliehen.